# خانی‌لی
خانی‌لی (به ترکی آذربایجانی: Xanılı) یک منطقه مسکونی در جمهوری آذربایجان است که در شهرستان جلیل‌آباد واقع شده‌است. خانی‌لی ۳۶۲ نفر جمعیت دارد.